# Одеєнь (Бреїла)
Одеєнь, Одеєні (рум. Odăieni) — село у повіті Бреїла в Румунії. Входить до складу комуни Чочиле.
Село розташоване на відстані 100 км на північний схід від Бухареста, 72 км на південний захід від Бреїли, 136 км на північний захід від Констанци, 88 км на південний захід від Галаца.

## Населення
За даними перепису населення 2002 року у селі проживали 183 особи, усі — румуни. Усі жителі села рідною мовою назвали румунську.